# Williams FW38
Chronologie des modèles (2016)
Williams FW37 Williams FW40
La Williams FW38 est la monoplace de Formule 1 engagée par l'écurie britannique Williams F1 Team dans le cadre du championnat du monde de Formule 1 2016. Elle est pilotée par le Brésilien Felipe Massa qui effectue sa troisième saison au sein de l'écurie de Grove et par le Finlandais Valtteri Bottas, présent chez Williams depuis 2013. Les pilotes essayeurs sont les Britanniques Gary Paffett, Alex Lynn et le Canadien Lance Stroll. Conçue par l'ingénieur britannique Pat Symonds, la FW38 est présentée sur internet le 19 février 2016.

## Création de la monoplace
Évolution de la Williams FW37 de 2015, la FW38 s'en distingue par des modifications au niveau des entrées d'air des pontons afin de mieux contrôler la température des dispositifs de refroidissement. La surface supérieure des pontons est dotée de trois ailettes génératrices de vortex. À l'arrière de chaque ponton, une dérive fortement sculptée semblable à celle de la Mercedes AMG F1 W06 Hybrid permet de rassembler le flux d'air provenant du diffuseur, de l'aileron arrière et de l'échappement. Les dérives de l'aileron arrière ont été raccourcies et découpées. Sur le plan de la traînée aérodynamique, la FW38 semble équivalente à la Williams FW36 de 2014.
Bien que la FW38 soit « construite sur les forces de la FW37 » et « débarrassée de quelques-unes de ses faiblesses », Claire Williams, la directrice de l'écurie, souhaite voir ses pilotes remporter le premier Grand Prix de Williams depuis le Grand Prix d'Espagne 2012. Le directeur technique, Pat Symonds déclare à propos de sa création : « La FW37 était plutôt efficace, nous nous sommes donc concentrés sur la compréhension des parties que nous pouvions améliorer sans perdre ce qui fonctionnait bien. Ce n'est pas un secret, la performance à basse vitesse de la FW37 n'était pas du niveau de celle à haute vitesse, nous avons donc passé du temps là-dessus pour opérer des changements conséquents ». 
Sur un plan plus sportif, Symonds rêve de voir Williams terminer à la deuxième place du championnat du monde des constructeurs : « Pourquoi ne viserions-nous pas la deuxième place ? Notre objectif réaliste est de rester en lice pour les podiums car cela implique de se battre pour les trois premières positions et cela semble à notre portée. Je dois également reconnaître que ça reste assez ambitieux et nous pourrons déjà être fiers si nous conservons la troisième place. C'est un beau résultat quelle que soit l'année ».
Le directeur technique révèle également que la conception de la FW38 a commencé dès la mi-janvier 2015 : « Avant même que la FW37 ne démarre, nous nous sommes réunis autour du concept de « liste de course » afin de préciser les domaines dans lesquels nous espérions que la FW38 pourrait surpasser le modèle précédent. Quand nous avons commencé à rouler avec la FW37, nous avons pu identifier encore plus clairement les directions que nous voulions suivre en matière de design et commencer à esquisser l'architecture de base ».

## Résultats en championnat du monde de Formule 1
| Saison | Écurie                  | Moteur                     | Pneus   | Pilotes         | Courses | Courses | Courses | Courses | Courses | Courses | Courses | Courses | Courses | Courses | Courses | Courses | Courses | Courses | Courses | Courses | Courses | Courses | Courses | Courses | Courses | Points inscrits | Classement |
| Saison | Écurie                  | Moteur                     | Pneus   | Pilotes         | 1       | 2       | 3       | 4       | 5       | 6       | 7       | 8       | 9       | 10      | 11      | 12      | 13      | 14      | 15      | 16      | 17      | 18      | 19      | 20      | 21      | Points inscrits | Classement |
| ------ | ----------------------- | -------------------------- | ------- | --------------- | ------- | ------- | ------- | ------- | ------- | ------- | ------- | ------- | ------- | ------- | ------- | ------- | ------- | ------- | ------- | ------- | ------- | ------- | ------- | ------- | ------- | --------------- | ---------- |
| 2016   | Williams Martini Racing | Mercedes V6 PU106C hybride | Pirelli |                 | AUS     | BAH     | CHI     | RUS     | ESP     | MON     | CAN     | EUR     | AUT     | GBR     | HON     | ALL     | BEL     | ITA     | SIN     | MAL     | JAP     | USA     | MEX     | BRÉ     | ABU     | 138             | 5e         |
| 2016   | Williams Martini Racing | Mercedes V6 PU106C hybride | Pirelli | Felipe Massa    | 5e      | 8e      | 6e      | 5e      | 8e      | 10e     | Abd     | 10e     | Abd     | 11e     | 18e     | Abd     | 10e     | 9e      | 12e     | 13e     | 9e      | 7e      | 9e      | Abd     | 9e      | 138             | 5e         |
| 2016   | Williams Martini Racing | Mercedes V6 PU106C hybride | Pirelli | Valtteri Bottas | 8e      | 9e      | 10e     | 4e      | 5e      | 11e     | 3e      | 6e      | 9e      | 14e     | 9e      | 9e      | 8e      | 6e      | Abd     | 5e      | 10e     | 16e     | 8e      | 11e     | Abd     | 138             | 5e         |

Légende : ici